# Norwegian Challenge 2014
De Norwegian Challenge is een golftoernooi dat sinds 2011 deel uitmaakt van de Europese Challenge Tour. In 2014 wordt het toernooi weer gespeeld op de Miklagard Golf Club, net als in 2007. De par van de baan is 72.
De baan werd in 2002 geopend en is een ontwerp van Robert Trent Jones jr.. Het is een lichtglooiend landschap met naaldbomen. Het dak van het clubhuis is bedekt met gras. Dit wordt de mooiste baan van Noorwegen genoemd, hij is in ieder geval aangelegd om grote toernooien te ontvangen. Het is geen baan met een spectaculair uitzicht, zoals dat in Noorwegen bij de banen langs de kust te vinden is. 

## Verslag

### Ronde 1
Florian Fritsch startte aan het begin van de middagronde en maakte acht birdies. Met -8 ging hij aan de leiding en niemand haalde hem meer in. Twee Franse spelers, Benjamin Hebert en Guillaume Cambis, hadden -7, en de vierde plaats werd gedeeld door twee Australiërs, Scott Arnold en Nathan Holman. Beste Nederlander was Taco Remkes met -3.
Amateurs Kristian Johannessen, Andreas Gjesteby en Viktor Hovland speelden ruim onder par (resp. -4, -3 en -3), maar Hovland miste net de cut. 
Guillaume Cambis maakte een hole-in-one op hole 15.

### Ronde 2
Fritsch speelde weer een bogey-vrije ronde en bleef aan de leiding. De 2de plaats bleef voor Benjamin Hebert en de 3de plaats ging naar zijn landgenoot Sébastien Gros, die de beste score van zijn profcarrière maakte.  
Vijf Noorse professionals en twee Noorse amateurs kwalificeerden zich voor het weekend, aan de Noorse top stonden Anders Engell met -7 en amateur Andreas Gjesteby met -6. 

### Ronde 3
Fritsch speelde ronde 3 in 73 slagen en werd ingehaald door Fransman Benjamin Hebert, die een ronde van 69 maakte. Taco Remkes maakte ook 73 en zakte naar de 26ste plaats.
De twee amateurs die nog spelen, Johannessen en Gjesteby, komen allebei van de Drammen Golf Club. Gjetseby studeert economie aan de Baylor Universiteit in Texas, en gaat na dit toernooi weer naar de Verenigde Staten. Na ronde 3 stonden beide amateurs op -5.

### Ronde 4
Hebert en Fritsch speelden de eerste negen holes in 34 slagen en Hebert behield dus zijn voorsprong van drie slagen. Het ging echter mis op hole 11, waar Hebert een dubbelbogey maakte en terugviel naar -15, nog maar 1 slag verschil met Fritsch. Op hole 12 maakten beide spelers een bogey waarna ze -14 en -13 stonden en Agustin Domingo met -12 nog maar 1 slag achter Fritsch stond. Fritsch speelde de laatste acht holes allemaal in par, Hebert eindigde met een birdie voor -15 en de overwinning. Domingo verloor in de laatste acht hole vier slagen en eindigde op de 11de plaats.
Anders Engel bleef de beste Noorse professional, maar amateur Johannessen bleef de beste Noor.
- Scores

| Speler                          | CTR | OWGR | Ronde 1 | Ronde 1 | Nr   | Ronde 2 | Ronde 2 | Ronde 2 | Nr  | Ronde 3 | Ronde 3 | Ronde 3 | Nr  | Ronde 4 | Ronde 4 | Ronde 4 | Nr  |
| ------------------------------- | --- | ---- | ------- | ------- | ---- | ------- | ------- | ------- | --- | ------- | ------- | ------- | --- | ------- | ------- | ------- | --- |
| Benjamin Hebert                 | 41  | 861  | 65      | -7      | T2   | 67      | -5      | -12     | 2   | 69      | -3      | -15     | 1   | 72      | par     | -15     | 1   |
| Florian Fritsch                 | 10  | 373  | 64      | -8      | 1    | 67      | -5      | -13     | 1   | 73      | +1      | -12     | 2   | 71      | -1      | -13     | 2   |
| Cyril Bouniol                   | 32  | 791  | 68      | -4      | T18  | 68      | -4      | -8      | 4   | 71      | -1      | -9      | T4  | 69      | -3      | -12     | 3   |
| Scott Arnold                    | 77  | 873  | 66      | -6      | T4   | 74      | +2      | -4      | T33 | 69      | -3      | -7      | T18 | 70      | -2      | -9      | T7  |
| Agustin Domingo                 | 94  | 602  | 68      | -4      | T18  | 70      | -2      | -6      | T16 | 67      | -5      | -11     | 3   | 75      | +3      | -8      | T11 |
| Nathan Holman                   | 194 | 466  | 66      | -6      | T4   | 71      | -1      | -7      | T5  | 71      | -1      | -8      | T13 | 72      | par     | -8      | T11 |
| Niall Kearney                   | 82  | 965  | 67      | -5      | T6   | 70      | -2      | -7      | T5  | 72      | par     | -7      | T18 | 72      | par     | -7      | T17 |
| Kristian Krogh Johannessen (Am) | =   | =    | 67      | -5      | T6   | 73      | +1      | -4      | T33 | 71      | -1      | -5      | T36 | 73      | +1      | -4      | T38 |
| Taco Remkes                     | 100 | 1229 | 69      | -3      | T24  | 68      | -4      | -7      | T5  | 73      | +1      | -6      | T26 | 75      | +3      | -3      | T42 |
| Anders Engell                   | 147 | 1559 | 72      | par     | T81  | 65      | -7      | -7      | T5  | 73      | +1      | -6      | T26 | 77      | +5      | -1      | T51 |
| Guillaume Cambis                | 172 | 1155 | 65      | -7      | T2   | 72      | par     | -7      | T5  | 74      | +2      | -5      | T35 | 77      | +5      | par     | T56 |
| Sébastien Gros                  | 210 | 1560 | 68      | -4      | T18  | 67      | -5      | -9      | 3   | 75      | +3      | -6      | T26 | 78      | +6      | par     | T56 |
| Andreas Gjesteby (Am)           | =   | =    | 69      | -3      | T24  | 69      | -3      | -6      | T15 | 73      | +1      | -5      | T36 | 79      | +7      | +2      | T69 |
| Maarten Lafeber                 | 56  | 952  | 73      | +1      | T93  | 72      | par     | +1      | MC  |         |         |         |     |         |         |         |     |
| Wil Besseling                   | 116 | 761  | 74      | +2      | T110 | 71      | -1      | +1      | MC  |         |         |         |     |         |         |         |     |
| Robin Kind                      | 120 | 1339 | 76      | +4      | T134 | 70      | -2      | +2      | MC  |         |         |         |     |         |         |         |     |

| Leider |  | Toernooirecord |  | CTR = Challenge Tour Ranking |  | MC = missed cut = cut gemist |  | DQ = disqualified |  | WD = withdrawn = teruggetrokken |

## Spelers
Er doen vrij veel onbekende spelers mee. Espen Kofstad won in 2012 de Order of Merit van de Challenge Tour, maar verloor zijn speelrecht op de Europese Tour aan het einde van 2013. Hij speelt sinds kort weer, nadat hij herstelde van een rugblessure. Elias Bertheussen is lid van de Aziatische Tour en kwam terug om in de Nordic League (NL) te spelen. Hij won 2 van zijn eerste 4 toernooien.

Van de amateurs staat de 16-jarige Viktor Hovland in de belangstelling, hij won eind juli het NK Strokeplay met een score van -26, incl. een ronde van 62. Nummer 2 bij het NK was de 19-jarige Kristian K Johannessen met een score van -21. Johannessen speelt al vijf jaar in het nationale team.
| - Carlos Aguilar - Björn Åkesson - Byeong-hun An - Phillip Archer - Connor Arendell - Scott Arnold - Jason Barnes - Ken Benz - Filippo Bergamaschi - Wil Besseling - Alexander Björk - Wallace Booth - Cyril Bouniol - Christophe Brazillier - Guillaume Cambis - Baptiste Chapellan - Federico Colombo - Dave Coupland - Agustin Domingo - Paul Dwyer - Pelle Edfors - Johan Edfors - Peter Erofejeff - Ben Evans - Jens Fahrbring (2013) - Scott Fallon - Pedro Figueiredo - Oscar Florén - Charlie Ford - Matt Ford - Florian Fritsch - Arthur Gabella - Lorenzo Gagli | - Petr Gal - Javier Gallegos - Jordi García del Moral - Daniel Gaunt - Domenico Geminiani - Jordan Gibb - Luke Goddard - Jean-Baptiste Gonnet - Stephen Grant - Sebastien Gros - Julien Guerrier - Matt Haines - Toni Hakula - William Harrold - Andreas Hartø - Benjamin Hebert - Scott Henry - Antonio Hortal - Wen-yi Huang - Sam Hutsby - Daniel Im - Niclas Johansson - Michael Jonzon - Alexandre Kaleka - Niall Kearney - Mike Kelly - Dodge Kemmer - Jesper Kennegard - Robin Kind - Julian Kunzenbacher - Maarten Lafeber - Joakim Lagergren - Max Laier | - David Law - Thriston Lawrence - Tain Lee - Niklas Lemke - Gary Lockerbie - Jeff Lucquin - Paul Maddy - Pablo M Benavides - Stanislav Matus - Richard McEvoy - Paul McKechnie - Nicolas Meitinger - George Murray - Tom Murray - Lukas Nemecz - Nikolaj E Nissen - Thomas Nørret - Max Orrin - Chris Paisley - Jason Palmer - Jacobo Pastor - Damien Perrier - Terry Pilkadaris - Haydn Porteous - Kieran Pratt - Tapio Pulkkanen - Niccolo Quintarelli - Adam Rajmont - Jocke Rask - Nicolo Ravano - Taco Remkes - Bernd Ritthammer - Ross Robertson | - Andrea Rota - Juan Sarasti - Hamza Sayin - Jack Senior - Gareth Shaw - Joel Sjöholm - Anthony Snobeck - Matthew Southgate - Oscar Stark - Duncan Stewart - Brandon Stone - Daniel Suchan - Alessandro Tadini - Steven Tiley - Manuel Trappel - Mark Tullo - Damian Ulrich - Alvaro Velasco - Benjamin Weilguni - Markus Wendel - Pontus Widegren - Martin Wiegele - Jack Wilson - Jeff Winther - George Woolgar Invitaties - Matthew Fitzpatrick - Jurgen Maurer - Jamie Moul - Nathan Holman - Joël Stalter | Noorse PGA - Christian Aronsen - Elias Bertheussen - Marius Bjone - Vilhelm Bogstrand - Knut Borsheim - Boris Alexander Christov - Dennis Den Roover - Anders Ellingsberg - Anders Engell - Rikard Halvorsen - Stian K Wiik Hansen - Eirik Tage Johansen - Peter Kaensche - Jason Kelly - Christian Lovstad - Joakim Mikkelsen - Einar Westreng Pettersen - Ole B Ramsnes - Sondre Ronold - Alexander Sobstad - Kenneth Svanum Amateurs - Andreas F Gjesteby (WAGR 313) - Kristian Johannessen (WAGR 185) - Viktor Hovland (WAGR 271) - Petter Mikalsen (WAGR 1724) - Lars M Sandvoll (WAGR 746) - Sebastian M Andersen (WAGR 760) |

1994 · 1995 · 1996 · 1997 · 1998 · 1999 · 2000 · 2004 · 2006 · 2007 · 2008 ·  2011 · 2012 · 2013 ·  2014